# Kuwhoi

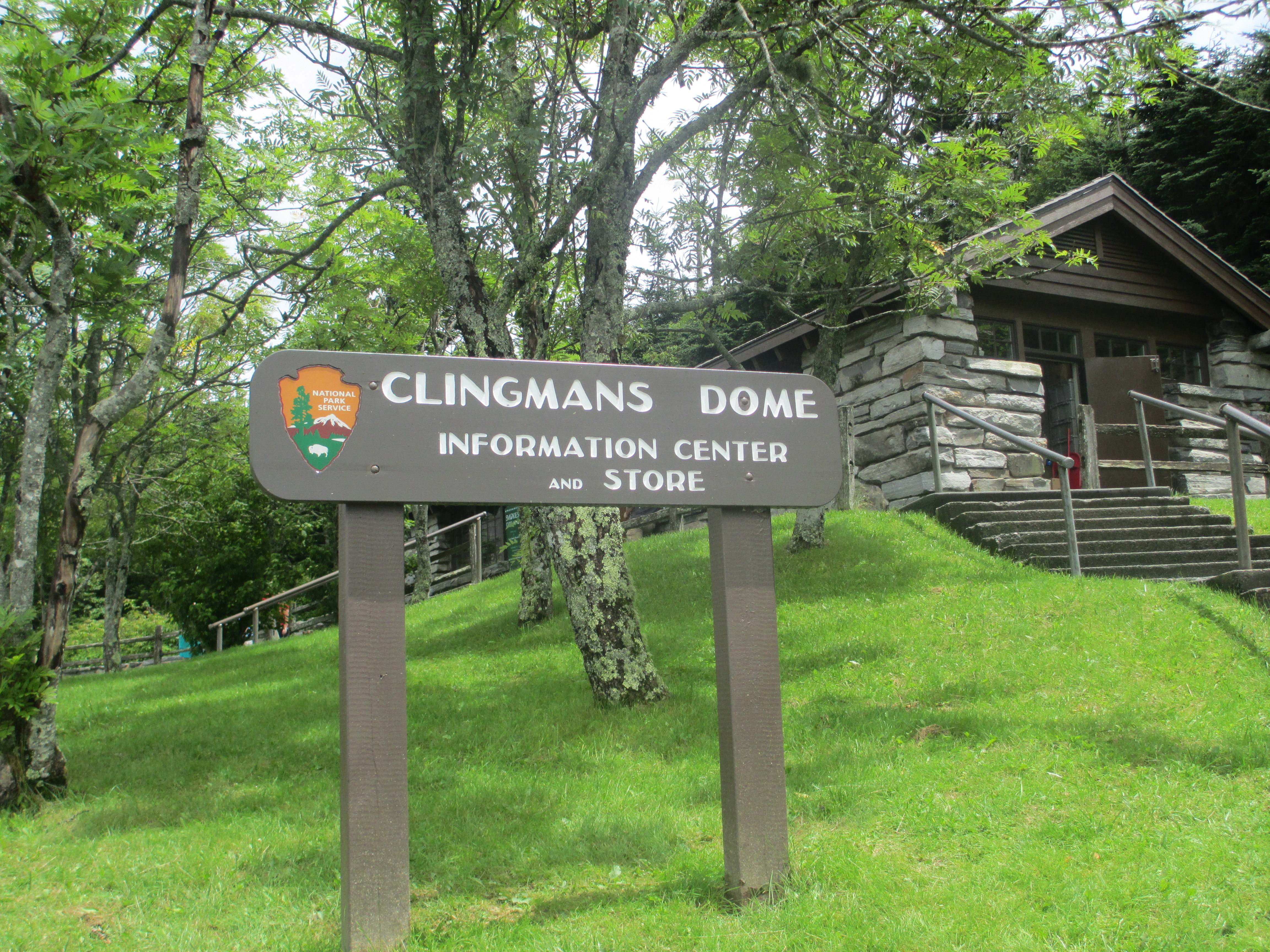
Centro informazioni

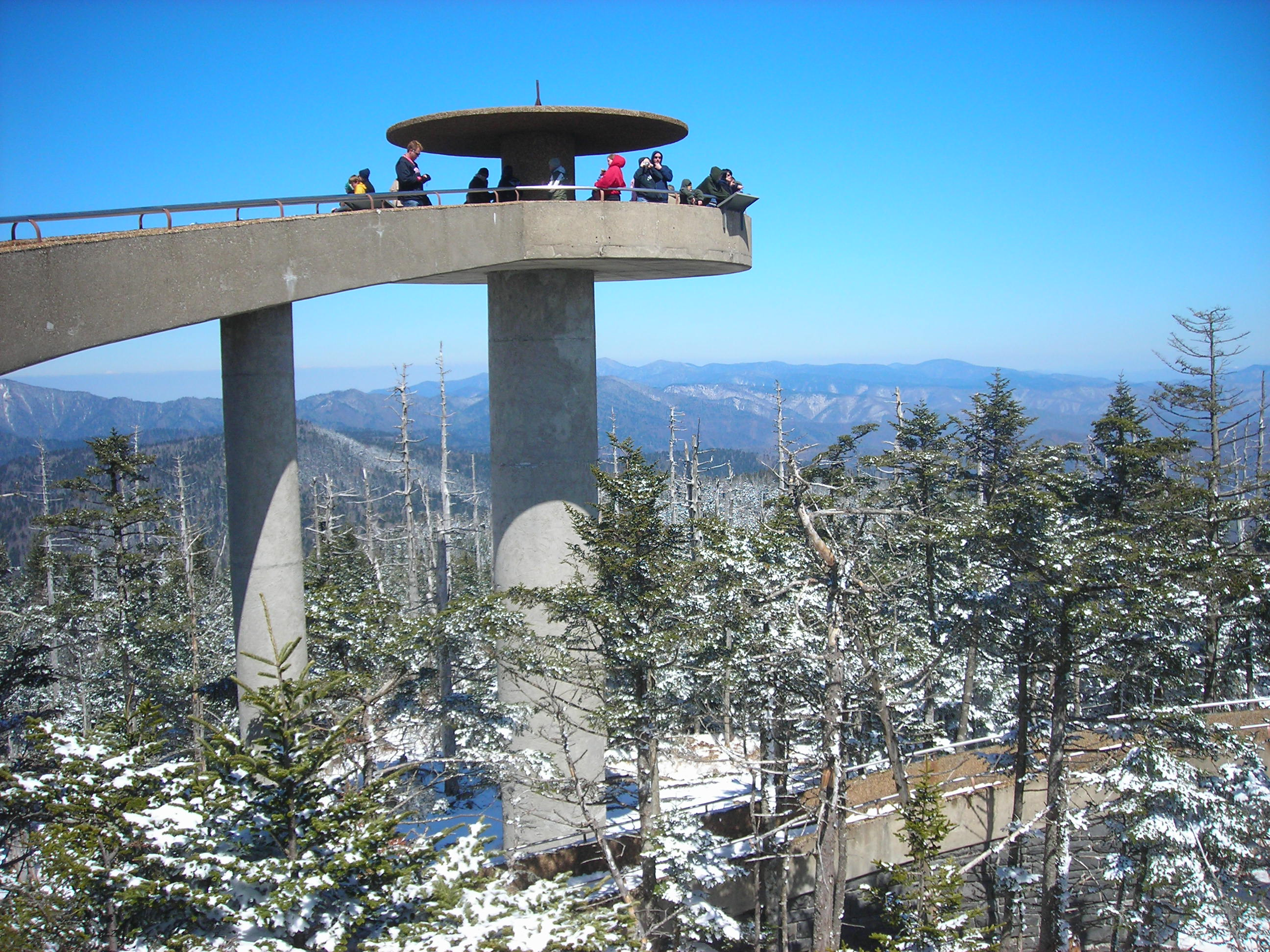
Torre di osservazione del Clingmans Dome

Il Kuwohi, precedentemente nota come Clingsman Dome, è una montagna delle Great Smoky Mountains nel Tennessee e nella Carolina del Nord, nella parte sud-orientale degli Stati Uniti d'America. Con un'altezza di 2.025 m, è la montagna più alta delle Smokies, il punto più alto dello Stato del Tennessee e il punto più alto lungo i 3.499 km del Sentiero degli Appalachi. A est del Mississippi, soltanto il Monte Mitchell (2.037 m) e il Monte Craig (2.026 m) sono più alti.
Il Kuwohi è protetto come parte del Parco nazionale delle Great Smoky Mountains. Una strada asfaltata, chiusa dal 1º dicembre fino al 31 marzo, lo collega all'autostrada U.S. Highway 441 (Newfound Gap Road). La torre di osservazione di cemento, costruita nel 1959, offre una veduta panoramica delle montagne in tutte le direzioni. Una stazione di monitoraggio della qualità dell'aria, gestita dall'Agenzia per la Protezione dell'Ambiente, è la seconda più alta del Nord America orientale.
La foresta di abeti rossi degli Appalachi Meridionali che copre il Kuwohi è presente solo alle quote più elevate degli Stati Uniti sud-
orientali, ed ha più caratteristiche in comune con le foreste delle latitudini settentrionali che con le foreste delle valli adiacenti. Il Clingmans Dome sporge nettamente al di sopra del terreno circostante, salendo quasi 1.500 m dalla base alla vetta. La foresta sul e intorno al Clingmans Dome ha sperimentato una vasta moria di tsuga e abeti dovuta a due specie invasive di insetto, l'adelgide della tsuga e l'adelgide dell'abete.

## Storia
Conosciuta presumibilmente come Kuwahi ("il luogo dei gelsi") dagli Indiani Cherokee, la montagna fu soprannominata Smoky Dome ("Cupola Fumosa") dai coloni americani che affluivano da altre aree. Nel 1859, la montagna fu ribattezzata da Arnold Guyot in onore del compatriota Thomas Lanier Clingman (1812–1897), un generale della Guerra di secessione americana che esplorò estesamente l'area negli anni 1850 e trascorse poi molti anni a promuoverla. Guyot diede alla montagna il nome di Clingman a causa di una disputa tra Clingman e un professore dell'Università della Carolina del Nord, Elisha Mitchell, riguardo a quale fosse effettivamente la montagna più alta della regione. Mitchell sosteneva che un picco di nome Black Dome ("Cupola Nera", ora noto come Monte Mitchell) fosse il più alto, mentre Clingman asseriva che lo Smoky Dome fosse in realtà il picco più alto. Guyot determinò che il Black Dome era di 12 m più alto dello Smoky Dome.
Nel giugno 2022, due membri della Eastern Band of Cherokee Indians, hanno redatto una legge per la tribù a sostegno del cambio del nome, da "Clingmans Dome" a "Kuwahi", il nome originale dato all'area dai Cherokee, legge poi approvata all'unanimità dal consiglio il 14 luglio 2022. Il cambiamento è stato presentato come un'opportunità "per parlare della lingua cherokee" e per ricordare alle persone che "questa era la patria dei Cherokee". Il 2 agosto 2022, la commissione di contea di Buncombe ha votato all'unanimità per sostenere il cambio di nome, dopo aver consultato la Eastern Band of Cherokee Indians. Il 18 settembre 2024, tramite l'United States Board on Geographic Names è stato approvato, con effetto immediato, il cambio di nome in "Kuwhoi".

## Geologia
Il Kuwohi, come la maggior parte delle Smokies, consiste di un tipo di roccia sedimentaria leggermente metamorfosata (specialmente arenaria) che fa parte di una formazione nota come Supergruppo di Ocoee. Queste rocce furono create da antichi sedimenti oceanici quasi un miliardo di anni fa. Sebbene un folto sottobosco della foresta copra la maggior parte della montagna, questo tipo di roccia è visibile in affioramenti rocciosi e in una grande pila di massi presso il parcheggio di Forney Ridge alla fine della strada per il Clingmans Dome. L'effettiva età delle montagne è in qualche modo ipotetica, ma sono tra le più antiche del mondo, create approssimativamente 200-300 milioni di anni fa durante l'orogenesi alleganiana.
Il Kuwohi ha due sottopicchi: Monte Buckley di 2.000 m a ovest e Monte Love di 1.950 m a est. Le sorgenti di parecchi importanti corsi d'acqua sono localizzate sulle pendici del Clingmans Dome, vale a dire il Little River sul versante nord, e il Forney Creek e il Noland Creek (entrambi affluenti del fiume Tuckasegee) sul versante sud. La montagna è localizzata interamente all'interno del bacino idrografico del fiume Tennessee.

## Accesso
Il Kuwohi è la cima montuosa più accessibile del Parco nazionale delle Great Smoky Mountains. Chiusa dal 1º dicembre fino al 31 marzo, la strada del Clingmans Dome (Clingmans Dome Road), lunga 11 km, comincia appena superato il valico di Newfound Gap e porta su per la montagna al parcheggio di Forney Ridge, 91 m sotto la vetta. Un sentiero asfaltato di 800 m porta dal parcheggio alla torre di osservazione di 16 m in cima alla montagna. Il breve, ripido sentiero dispone di un piccolo centro informazioni e di un negozio del parco per i visitatori gestito dal personale della Great Smoky Mountains Association, di cestini per i rifiuti e di numerose panchine ai lati del sentiero. Sono inoltre disponibili bagni sotterranei. Il sentiero offre uno scorcio dell'ambiente spesso ostile degli altopiani degli Appalachi, passando attraverso la foresta di abeti rossi, dove sono visibili i relativi alberi abbattuti dal vento e abeti di Fraser morti. La torre di osservazione offre agli spettatori un panorama a 360 gradi delle montagne circostanti, nel caso (infrequente) di una giornata limpida e assolata. Cartelli a mensola, appesi alle ringhiere della torre, puntano verso i vari picchi, crinali, città e altri siti sono visibili in lontananza. A seconda della foschia, la visibilità varia da 32 km nelle giornate nebbiose a 160 km in quelle molto limpide.
Il Sentiero degli Appalachi (S.A.) incrocia il Kuwohi, passando immediatamente a nord della torre di osservazione. Un tratto del sentiero di 12,1 km collega la montagna con il valico di Newfound Gap, e fornisce il solo accesso non notturno alla montagna durante i mesi invernali. I rifugi più vicini all'S.T. nell'entroterra rurale sono il rifugio di Double Spring Gap, che è a 4,2 km a ovest vicino all'intersezione di Goshen Prong, e il rifugio di Monte Collins, che si trova a 6,4 km a est dell'intersezione dell'S.A. con il Sentiero di Sugarland Mountain. Il Kuwohi è la base di partenza di vari, ulteriori sentieri escursionistici, compresi il Sentiero di Forney Ridge (verso il rilievo dell'Andrews Bald) e il Sentiero di Forney Creek (verso il Sentiero di Benton MacKaye sulle rive del Lago Fontana).
Il capolinea occidentale del Mountains-to-Sea Trail ("Sentiero dai monti al mare"), che collega le Smokies alla striscia costiera degli Outer Banks della Carolina del Nord, è localizzato in cima al Kuwohi. Esso segue il Sentiero degli Appalachi per 6,1 km a est, dove poi comincia a scendere verso la Blue Ridge Parkway, attraverso il Sentiero di Fork Ridge.

## Disastro aereo del 1946
Nelle prime ore del mattino del 12 giugno 1946, un Boeing B-29 Superfortress si schiantò vicino alla vetta del Clingmans Dome, uccidendo tutte le dodici persone a bordo.

## Galleria d'immagini

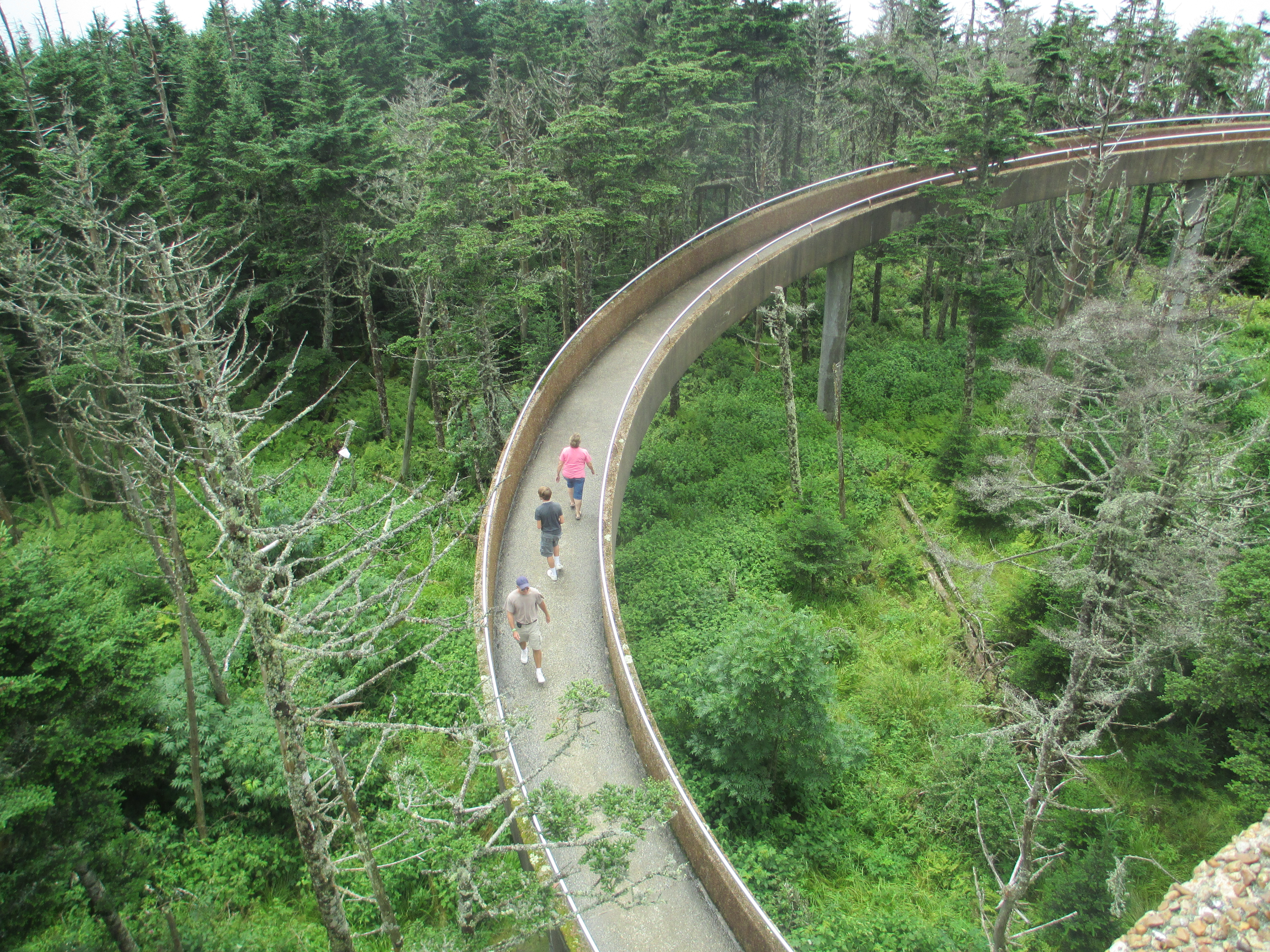
Passaggio per il Clingmans Dome
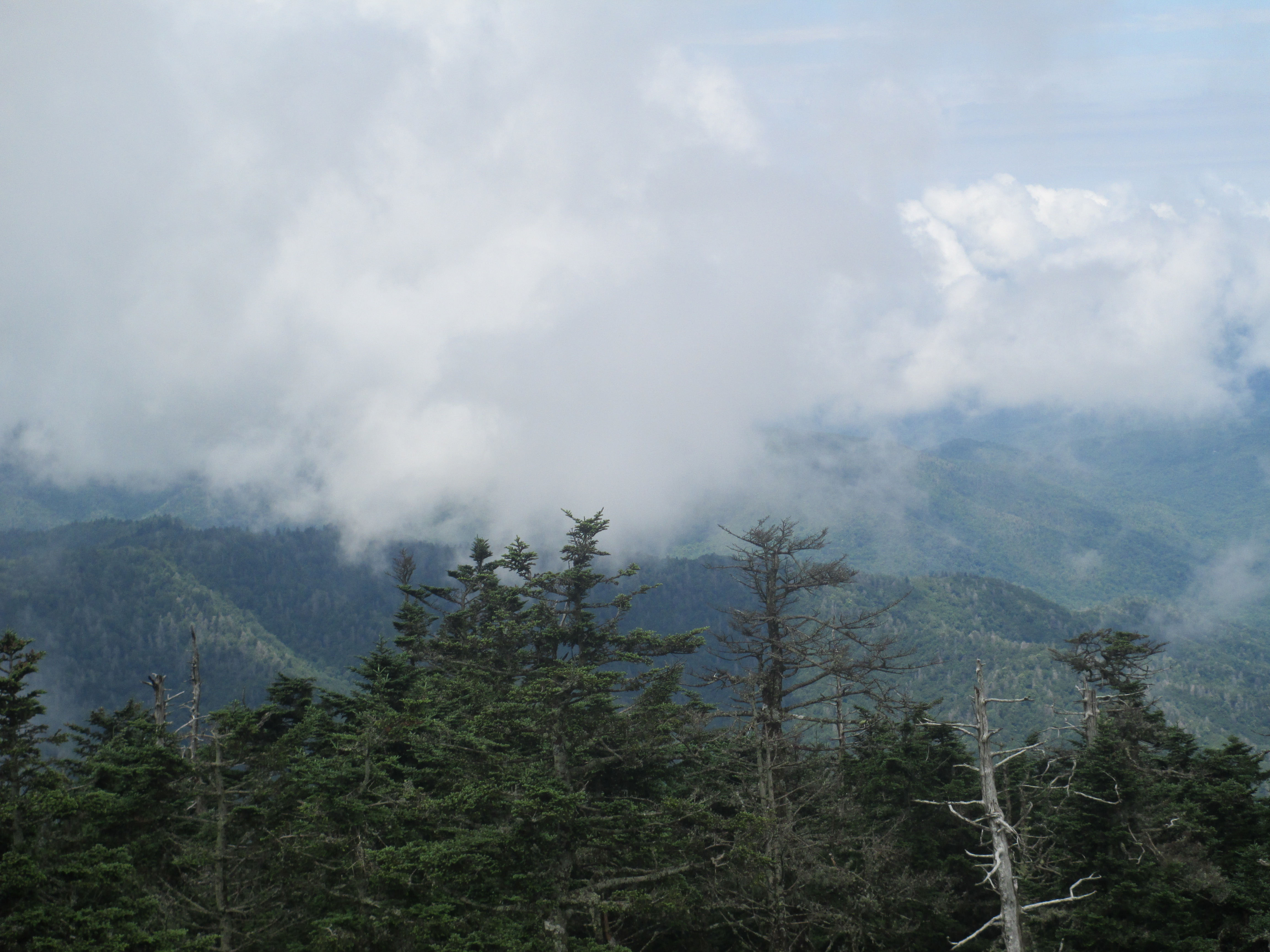
Una giornata particolarmente "fumosa" nelle montagne come si vede dal Clingmans Dome
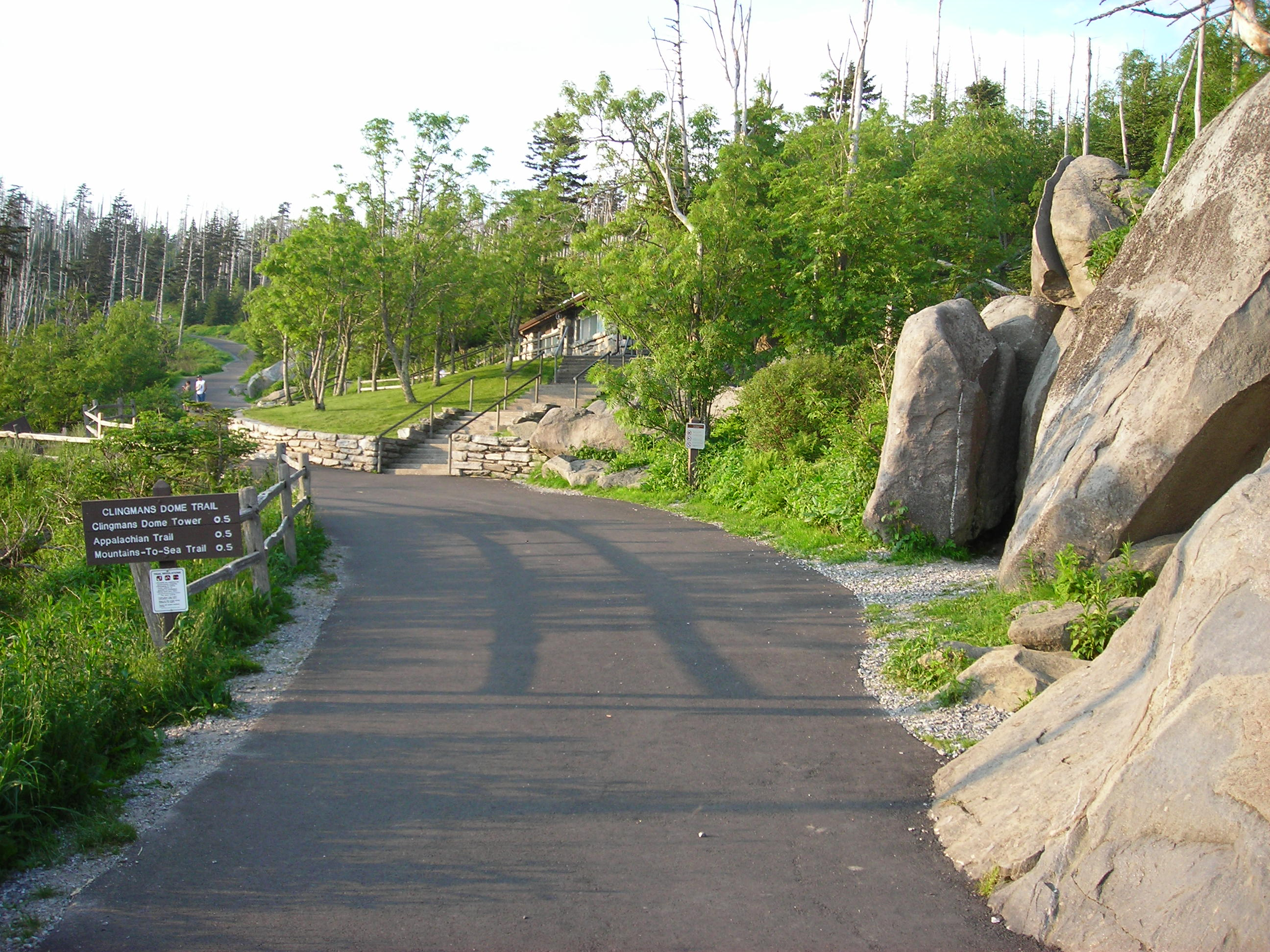
L'inizio del Sentiero del Clingmans Dome
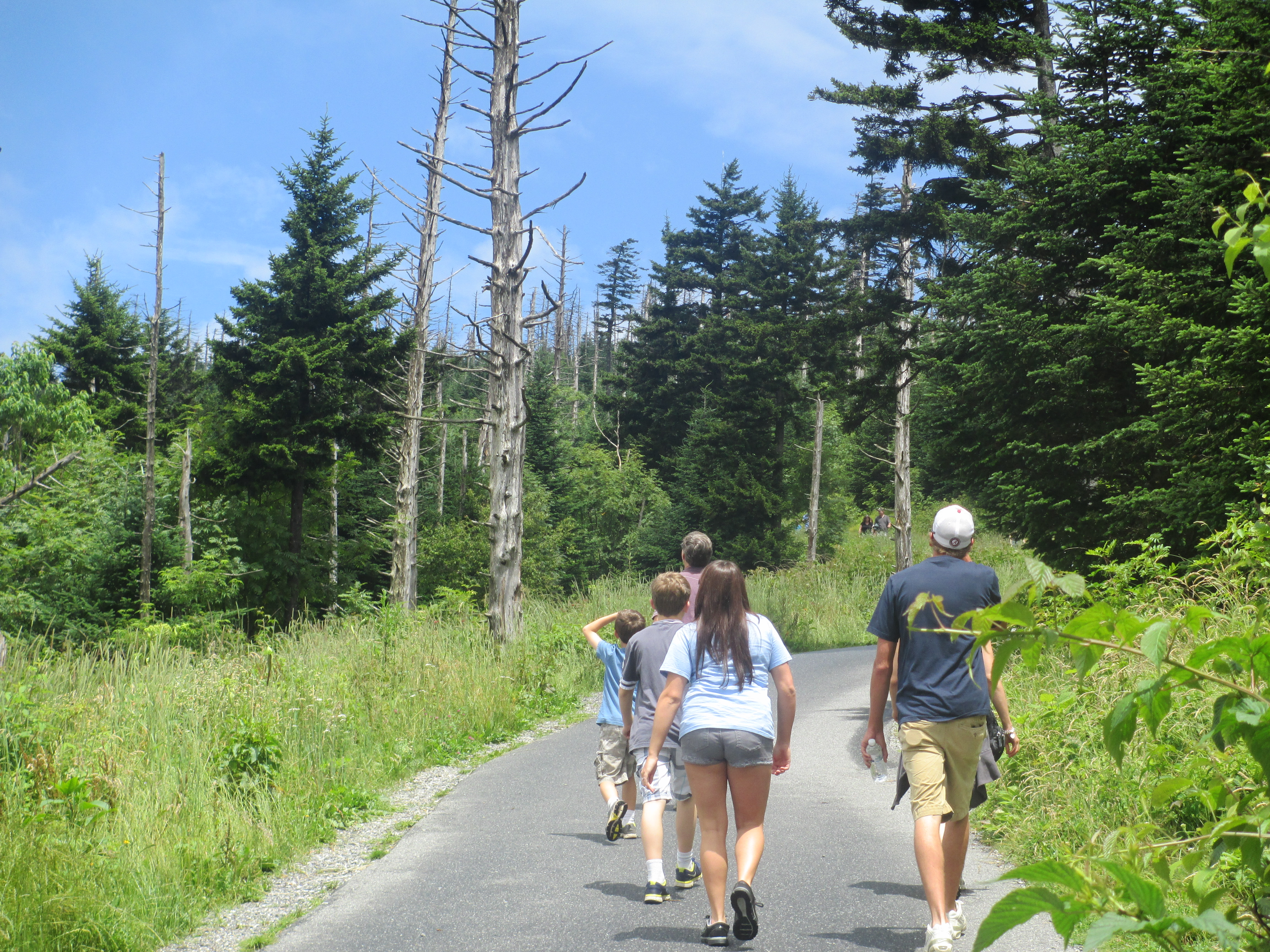
Escursionisti iniziano la ripida scalata verso la torre di osservazione presso il Clingmans Dome